# Jesuitorden

En version av Jesuitordens emblem. Bokstäverna "IHS" kan dels uttydas som de grekiska bokstäverna jota, eta, sigma, vilket är en förkortning av namnet Jesus (grekiska :ΙΗΣΟΥΣ), alternativt som en förkortning för latinets "Iesus Hominum Salvator" (Jesus, människornas frälsare).

Jesuitorden, egentligen Jesu sällskap (latin Societas Iesu), är en manlig katolsk orden.

## Historik

### Grundande och syfte
Jesuitorden grundades av Ignatius av Loyola 1534. Han hade blivit allvarligt sårad i strid och medan han låg på sjukbädden och led i svåra plågor fördjupade han sig i läsning av helgonsägner. Dessa berättelser väckte hans fantasi och snart började han sträva efter att själv bli ett berömt helgon. Han insåg att han aldrig mer kunde vinna ära med svärdet, men med andens vapen ville han utföra heroiska handlingar och skaffa sig ett odödligt rykte. Hans mål var att erövra hela världen åt den romerska kyrkan.
Jesuitordern stadfästes av påven Paulus III 1540. Under ordens valspråk Ad maiorem Dei gloriam, "Till Guds större ära", utvecklades sällskapet, under de kommande decennierna, till att bli en kår av påvetrogna lärare och predikanter. 
Orden fungerade också som en front för motreformationen. Vid Tridentinska mötet (1545–1563) uppträdde orden för första gången med det uttalade målet att hindra reformationens utbredning. Jesuiterna försvarade här också den av Pius IV uppställda principen om påvens ofelbarhet. Efter detta kyrkomöte såg orden det som sin huvuduppgift att bekämpa kättarna.
Ordens författning, Constitutions, lade alla medlemmarnas makt i ledarens, generalens, hand. Generalen avlägger löfte till påven om obrottslig lydnad, men är för övrigt inte ansvarig för någon. Assistenterna är hans ministrar. Endast generalen väljs på livstid, provinsialerna utses på tre år, rektorerna av generalen och hans assistenter. Hela ordenssamfundet får det största inflytandet på generalen genom att det utser hans biktfader.

### Tidig verksamhet
Till ordens första angelägenheter hörde missionen, och den inledde en missionsverksamhet i Indien genom bland andra Frans Xavier som började predika den kristna läran 1542 med början i Goa. De fortsatte med att missionera i Sydostasiens ö-värld, Japan och i slutet av 1500-talet i Kina. Man räknar med att cirka 300 000 kineser bekände sig till kristendomen omkring 1600. Missionsverksamheten i Kina och övriga Asien var under många år föremål för strider inom katolicismen med avseende på hur lokala religiösa yttringar som förfädersdyrkan och lokala språkliga gudsbegrepp var förenliga med den katolska läran. 
Jesuiterna förde under denna period även kristendomen till Afrika och Amerika, exempelvis till indianer i västra Kanada och till städer i Sydamerika. I Paraguay kom de att styra ett område på 32 byar med omkring 160 000 människor.
Jesuiterna fick snabbt fotfäste vid Europas skolor och universitet och fick stort inflytande i stat och samhälle. Inte minst inom pedagogiken blev jesuiterna föregångsmän och i mitten av 1600-talet hade de etablerat cirka 500 kollegier för högre utbildning i Europa och denna siffra ökade fram till början på 1700-talet. Än idag leder de flera skolor och högre utbildningar över hela världen.
Många svenska, norska och danska katoliker i exil utbildades vid jesuitkollegier under 1500–1600-talet och sedan 1879 har jesuitorden varit etablerad i Sverige.

### Orden förbjuds och förföljs
Ett kraftigt bakslag för jesuiterna kom under andra halvan av 1700-talet. I Portugal tog markisen av Pombal upp striden mot den mäktiga orden. Redan 1757 blev den portugisiska kungafamiljens biktfäder ställda under uppsikt. Därpå framställde Pombal vittgående krav hos påven och begärde en reform av orden som skulle minska dess världsliga inflytande och sätta en gräns för tillväxten av dess rikedomar. Benedikt XIV gick 1758 med på att förbjuda orden att utöva affärsverksamhet i Portugal och dess kolonier och fråntog i Portugal jesuiterna rätten att tjänstgöra som biktfäder. Nu följde ett attentat mot kungen i Lissabon, och detta hade till följd att regeringen vidtog nya åtgärder. I januari 1759 beslagtogs ordens jordegendomar, och av den nye påven Clemens XIII (1758–1769) nöjde sig den portugisiska regeringen inte med en reform av orden utan beslutade att förvisa den helt från Portugal. Från oktober 1759 började portugisiska fartyg från Portugal, Madeira, Azorerna och de afrikanska kolonierna, från Brasilien och Ostindien, anlända till Civitavecchia vid Kyrkostatens kust och landsatte där stora skaror av jesuiter.
Reformrörelsen spreds sedan till hela den romansk-katolska världen. I Spanien var det Karl III som i största hemlighet förberedde en plan mot jesuiterna, och i april 1767 landsatte även spanska skepp från när och fjärran moderlandets och koloniernas jesuiter i Civitavecchia. Denna gång vägrade Kyrkostaten dock att ta emot dem. Med Choiseuls tillåtelse blev därför en stor del av de fördrivna överförda till Korsika, som Frankrike just då stod i begrepp att förvärva från Genua. Snart fördrevs jesuiterna även från Bägge Sicilierna, där Karl III regerat innan han besteg Spaniens tron.
År 1768 framställde Spanien, Neapel och Frankrike hos påven kravet på Jesuitordens fullständiga upphävande. Den 82-årige Clemens XIII dog i början av år 1769. Hans efterträdare Clemens XIV avlät den 21 juli 1773 bullan Dominus ac redemptor noster, som kungjorde upphävandet av Jesuitorden, med hänvisning till att orden numera inte gjorde den nytta den avsetts för och dessutom hindrade freden inom kyrkan. Påven, vars hälsa varit god, insjuknade följande år på ett egendomligt sätt och dog den 21 september. Det ryktades att han hade blivit förgiftad av jesuiterna och Clemens XIV:s efterträdare, Pius VI, lät när orden kom på tal undslippa sig att han kände väl till sin föregångares död och föredrog att inte riskera att sluta på samma sätt.
Efter den våldsamma förföljelsen blev Jesuitorden hänvisad till en hemlig tillvaro och hemliga medel. Sedan orden upphävts började dess forna medlemmar strömma in i hemliga sällskap som Rosenkreuzarna, Illuminaterorden och i Frimurarnas loger. Jesuiterna beskyddades också av furstar som var inspirerade av upplysningsidéerna om religiös tolerans: Fredrik II av Preussen och Katarina II av Ryssland erbjöd jesuiterna fristäder (Katarina i de områden Ryssland fått efter den första delningen av Polen).
Upplösningen av Jesuitorden hävdes den 7 augusti 1814 av påve Pius VII genom bullan Sollicitudo omnium ecclesiarum.

## Karaktär och utbildning
Sällskapets medlemmar står till kyrkans förfogande och är förpliktigade att resa dit påven befaller dem. De består främst av präster; av dagens 20 000 medlemmar är 14 000 präster, och en stor andel av de icke prästvigda är präststuderande. Medlemmarna har sedan den protestantiska reformationen kallats ”Jesu soldater”, och ”påvens soldater till fots”, bland annat på grund av att Ignatius av Loyola var soldat innan han blev präst. 
Jesuitorden skiljer sig från andra ordnar genom att den utöver löften om lydnad, kyskhet och fattigdom har löfte om lydnad under påven. Ordensmedlemmarna skall vara rörliga och avstår från gemensam korbön och ordensdräkt varför orden har ett individualistiskt drag. Provinsialerna, ledarna för ordens provinser, väljer ordensgeneralen på livstid, och denne styr orden från Rom, där moderkyrkan Il Gesù är belägen.
Utbildningen är längre än inom andra ordnar. För jesuiter som ska bli präster är det normalt att studierna inleds med två års novitiat, varpå följer två år av filosofiska studier. Efter filosofistudier och två år i någon av jesuitordens verksamheter följer omkring fyra års teologistudier. Prästvigning sker normalt i slutet av teologistudierna. På detta följer vanligtvis doktorandstudier och det så kallade tertiatet. Utbildningstiden kan ibland uppgå till 15 år.
De traditionella påståendena att jesuitorden handhaft inkvisitionen är felaktiga. Orden hade dock starka motståndare; den var officiellt upphävd mellan 1773 och 1814, då Pius VII återställde den, men överlevde i bland annat Ryssland.